# Патанджали
Патанджали (санскр. पतञ्जलि, IAST: patañjali, ок. 200 до н. э. — ок. 150 до н. э.) — индийский философ, лингвист и писатель, считается автором ряда религиозных и философских трактатов на санскрите, наиболее известный из них — Йога-сутры, базовый текст индийской философской школы йоги. Вопросы о личности Патанджали и авторстве приписываемых ему сочинений остаются дискуссионным в среде индологов. Является одним из 18 сиддхаров в традиции тамильской ветви шиваизма.

## Имя
По мнению британского индолога и санскритолога М.Монье-Вильямса, имя «Patañjali» является составным и состоит из компонент «patta» (санскр. पत — «падающий, летающий») и «añj» (अञ्ज् — «честь, праздновать, красивый») или «añjali»(अञ्जलि — «благоговение, соединяющее ладони»).

## Дискуссии о личности Патанджали
Достоверных данных о жизни Патанджали не сохранилось, в индийских источниках сведения о ней передавались в виде легенд, в частности, легенды о том, что Патанджали упал с неба в виде змейки в ладонь Панини, что, очевидно, основано на этимологии имени Патанджали.
Говоря о реальном историческом персонаже, индологи выделяют четырёх учёных по имени Патанджали:
- Патанджали — автор труда «Махабхашья», древнего трактата по грамматике санскрита, основанного на «Аштадхьяи» Панини. По оценкам как европейских, так и индийских исследователей, этот Патанджали жил примерно в середине II века до н. э.[11][12][13]. Его текст был озаглавлен «бхашья»[англ.] («комментарий») к работам Катьяяны и Панини, но был настолько почитаем современниками, что вошёл в историю под названием «Махабхашья» («Великий комментарий»). Этот трактат был настолько объёмен и хорошо аргументирован, что Патанджали стал авторитетом для исследователей санскрита в течение последующих 2 тысяч лет, каковыми были перед ним Панини и Катьяяна. Идеи этих учёных о структуре, грамматике и философии санскрита оказали влияние также на религиозные доктрины буддизма и джайнизма[14][15].
- Патанджали — составитель «Йога-сутр», фундаментального текста по теории и практике йоги[16], а также известный представитель индуистской философоской школы санкхья[17][18]. По разным оценкам, он жил между II веком до н. э. и IV веком н. э., большинство оценок относится к датировке между II и IV веками н. э.[19][16][20]. «Йога-сутры» — один из важнейших текстов индийской традиции и основа классической йоги[21], в средневековую эпоху он был переведён на сорок языков народов Индии[22]. Кроме того, третья глава «Йога-сутры» является основой для Трансцендентальной медицинской техники[англ.].
- Патанджали — автор медицинского текста под названием Патанджалатантра. Этот текст цитируется во многих средневековых медицинских трактатах, а Патанджали упоминают как авторитета в сфере медицины в ряде санскритских текстов, таких как Йогаратнакара, Йогаратнасамучкая и Падартхавиджнана[23].
- Патанджали — учёный, который, вероятно, жил в VIII веке нашей эры и написал комментарий к Чарака-самхите, одному из классических трактатов по Аюрведе; этот текст называется Каракавартика[24]. Некоторые индийские ученые, в частности, П. В. Шарма, считают, что эти два учёных-медика по имени Патанджали, возможно, были одним и тем же человеком, но не тем Патанджали, который является автором «Махабхашьи»[24].

Дискуссия о личности (или личностях) Патанджали в кругах индологов развернулась с начала XX века. Британский индолог Джеймс Вуд в 1914 году отстаивал точку зрения, что автор «Йога-сутр» и автор комментария к грамматике Панини является одним и тем же человеком. Эту позицию в 1922 году поддержал индийский учёный Сурендранат Дасгупта, который выдвинул ряд своих аргументов в её
защиту.
Но в начале 1940-х французский индолог Луи Рану высказал гипотезу, что автор «Йога-сутр» и автор комментария к грамматике Панини — разные люди. В настоящее время эта точка зрения разделяется большинством индологов, хотя сохраняются (преимущественно среди индийских исследователей) и сторонники концепции «единственного Патанджали».
Точку зрения, что трактаты по грамматике, медицине и йоге создал один человек по имени Патанджали, увековечил в стихах магараджа XI века Бходжа Парамара. Парамара разместил это стихотворение в начале своего комментария к Йога-сутрам под названием «Раджамарттанда». Идея «единственного Патанджали» содержится также в стихотворении, найденном в санскритском тексте XVIII века:
Я склоняю руки вместе с выдающимся мудрецом Патанджали, который удалял нечистоты ума с помощью йоги, [нечистоты] речи с помощью грамматики и [нечистоты] тела с помощью медицины.

Голландский индолог Г. Мейленбельд, в свою очередь, отслеживает идею «единственного Патанджали» ещё до Бходжи, на которого, по мнению Мейленбельда, возможно, повлияло стихотворение Бхартрихари (ок. V в. н. э.), где говорится об учёном — йоге, враче и лингвисте, имя которого не называется. Ни один из известных санскритских текстов, датированных ранее X века, не утверждает, что Патанджали был единственным автором трактатов по йоге, медицине и лингвистике.

## Труды

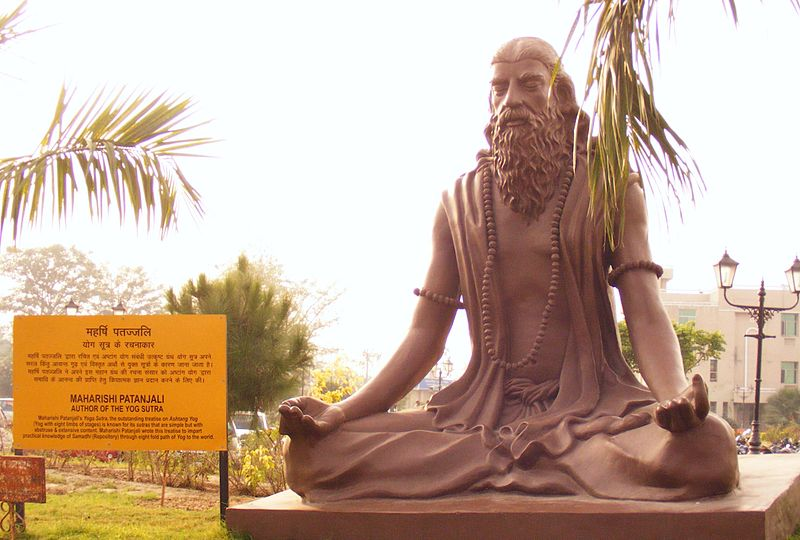
Статуя Патанджали в Патанджали Йогпит, Хардвар, штат Уттаракханд

### Йога-сутры
«Йога-сутры Патанджали» — это 196 индийских сутр (афоризмов) по йоге. В эпоху средневековья это был самый широко переводившийся индийский текст — он был переведён примерно на сорок языков народов Индии, а также на древнеяванский и арабский. Затем, на протяжении почти семи веков — с XII по XIX века — этот текст находился в забвении, но в конце XIX века вновь был введён в оборот благодаря усилиям Свами Вивекананды и других общественных деятелей. В XX веке текст вновь приобрёл мировую известность.
До XX века наибольшей популярностью пользовались такие тексты по учению йоги, как Бхагавадгита, Йога-Васиштха и Йога-яджнавалкья-самхита . По оценкам исследователей йоги, формулировки «Йога-сутры» Патанджали являются одной из основ классической философии йоги.

### Махабхашья
«Махабхашья» («великий комментарий») Патанджали — трактат, посвящённый грамматике санскрита и философии языка, представляет собой комментарий к «Восьмикнижию» («Аштадхьяи») Панини и «Варттике» Катьяяны. Трактат Патанджали обширен и сложен, в Индии даже существовала пословица, что изучать «Махабхашью» — это всё равно, что править огромным царством. «Махабхашья» состоит из восьми частей, каждая из которых разделена на четыре главы (пады). Работа носит форму своеобразной беседы, которую ведут между собой три персонажа — ученик, учитель-ассистент и учитель. В этом трактате Патанджали утверждает, что «шабдапрамана» — доказательная ценность слов — присуща им «изнутри», а не выведена извне. Эти проблемы, касающиеся отношений между словом (символом) и значением, будут развиваться в санскритской лингвистической традиции, в дебатах между школами миманса, ньяя и буддизма в течение следующих пятнадцати веков. «Махабхашья», как и «Варттика» Катьяяны, имели большее значение для индийской лингвистики, так как сформировали понимание работы Панини у последующих поколений языковедов.

#### Сфота
В своём трактате Патанджали определяет понятие сфота, которое было позднее значительно развито такими лингвистами, как Бхартрихари. Согласно Патанджали, сфота является неизменной характеристикой речи. Слышимая часть речи — «дхивани» — может быть длинной или короткой, но сфота остаётся неизменной. Таким образом, отдельная буква или звук («варна»), как, например, k, p или a, является абстракцией, отличной от вариантов, фактически произносимых вслух. Эта концепция сходна с современным понятием фонемы — минимальной смыслоразличительной единицы языка. В более поздних работах индийских лингвистов, особенно Бхартрихари (V век н. э.), понятие «сфота» содержательно меняется и означает скорее ментальное состояние, предшествующее фактическому высказыванию, сродни лемме.
Трактат Патанджали также развивает некоторые принципы морфологии («пракрия»), а также обсуждает комментарии Катьяяны.

#### Метафизический уклон
В отличие от целей Панини в «Аштадхьяи», которые заключаются в том, чтобы отличать правильные формы и значения от неправильных, цели Патанджали более метафизичны. К ним относятся правильное изложение Священных Писаний («агама»), поддержание чистоты текстов («ракша»), разъяснение двусмысленности («асамдеха»), а также педагогическая цель — обеспечение более лёгкого обучения (лагху). Эта особенность текста была отмечена некоторыми исследователями как сходная характеристика «Йога-сутр» и «Махабхашья», хотя, например, работы Вудса не выявили сходства в языке и терминологии этих двух трактатов.
Текст «Махабхашья» был впервые издан в научной редакции востоковедом XIX века Францем Килхорном, который также разработал критерии, которые позволили отличать стиль Катьяяны от стиля Патанджали. Впоследствии вышел ряд других изданий трактата, текст 1968 года в переводе С. Д. Джоши и Д. Х. Ф. Рудбергене часто считается окончательным, но, к сожалению, неполным.

### Патанджалатантра
Патанджали является автором медицинского трактата под названием Патанджала, или Патанджалатантра. Этот трактат цитируется во многих индийских текстах по йоге и медицине. Патанджали называют авторитетом в области медицины в ряде санскритских текстов, таких как Йогаратнакара, Йогаратнасамучая, Падартхавиджнана, Какрадатта бхашья. Некоторые из этих цитат имеются только в Патанджалатантре, другие также встречаются в главных индуистских медицинских трактатах — Чарака-самхита и Сушрута-самхита.

## Память
Патанджали чтут как святого в некоторых современных школах йоги, таких как Айенгар-йога и Аштанга-виньяса-йога. Исследователь йоги Дэвид Уайт отмечает, что подготовка преподавателя йоги часто включает в себя «обязательное обучение» Йога-сутрам. Уайт называет это «любопытным, если не сказать больше», поскольку текст, по его мнению, по существу не имеет отношения к «йоге, которую преподают и практикуют сегодня», комментируя, что «Йога-сутра» «почти лишена обсуждения поз, растяжений и дыхания».

### На русском языке
- Патанджали // Энциклопедический словарь Брокгауза и Ефрона : в 86 т. (82 т. и 4 доп.). — СПб., 1890—1907.
- Лысенко В. Г. Махабхашья // Новая философская энциклопедия : в 4 т. / пред. науч.-ред. совета В. С. Стёпин. — 2-е изд., испр. и доп. — М. : Мысль, 2010. — 2816 с.

### На других языках
- Bryant, Edwin F. (2009), The Yoga Sūtras of Patañjali: A New Edition, Translation and Commentary, New York: North Point Press, ISBN 978-0865477360
- Gavin Flood. An Introduction to Hinduism (неопр.). — Cambridge University Press, 1996. — ISBN 978-0-521-43878-0.
- Larson, Gerald James[англ.]. Classical Sāṃkhya: An Interpretation of Its History and Meaning (англ.). — London: Motilal Banarasidass, 1998. — ISBN 978-81-208-0503-3.
- Larson, Gerald James[англ.]. The Encyclopedia of Indian Philosophies: Yoga: India's philosophy of meditation (англ.). — Motilal Banarsidass, 2008. — ISBN 978-81-208-3349-4.
- Radhakrishnan, S.[англ.]; Moore, C. A. A Source Book in Indian Philosophy (неопр.). — Princeton, New Jersey: Princeton University Press, 1957. — ISBN 978-0-691-01958-1. Princeton paperback 12th printing, 1989.
- White, David Gordon[англ.]. Yoga, Brief History of an Idea (Chapter 1 of "Yoga in practice") (англ.). — Princeton University Press, 2011.
- White, David Gordon (2014), The Yoga Sutra of Patanjali: A Biography, Princeton University Press, ISBN 978-0691143774